# Асмара
Асмара је главни и највећи град Еритреје. Према процени из 2023. било је 1.073.000 становника.

## Историја
Асмара је настала од четири села настала у дванаестом веку. Прича се да су постојала четири клана која су живела у области Асмаре: Геза Гуртом, Геза Шелеле, Геза Саренсер и Геза Асмае. Подстакнути од стране њихових жена мушкарци су се ујединили и победили бандите који су били у крају. После победе ново име је дато крају, Арбаете Асмара што значи четири су уједињена. Временом Арбаете је напуштено и остало је само Асмара. Град је добио на важности 1881. када је Рас Алула, кога је етиопски цар Јоханес IV поставио за гувернера области, изградио пијацу. Неколико година касније он је пребацио своју престоницу из Ади Таклаја у Асмару. Број становника се повећао са 150 1830. на око 2000 за време Алула.
Град су окупирали Италијани 1889. и постао је главни град 1897. Почетком 20. века под управом Карла Кавана изграђена је железница до обале која је пролазила кроз град Гинда. 1913. и 1915. град је претрпео земљотресе али је био само мало оштећен. Током касних тридесетих година прошлог века Италијани су променили изглед града са новим структурама и новим зградама, Асмара је звана Мали Рим. Данас већину зграда су изградили Италијани, а продавнице још увек носе италијанска имена.
Током Еритрејског рата за независност од Етиопије, Асмарин аеродром је био кључ рата, Етиопљани су га користили да би набављали оружје из иностранства. Асмара је последњи град који је пао у руке Еритрејског Фронта за Народно Ослобођење, опкољен је 1990. Етиопска војска га је предала без борбе 24. маја 1991.

## Географија
Асмара се налази на надморској висини од 2.325 m. Налази се на југозападној висоравни, познатој као Еритрејска висораван продужетак Етиопске висоравни. Асмара лежи на брдском каменитом платоу који раздваја западне низије и приобалне равнице.
Земља која окружује Асмару је веома плодна, посебно она на југу према регији Дебуб у Етиопији. Западно од платоа протеже се огроман брдовит терен који се наставља према граници са Суданом.

### Клима
Асмара има нешто ретку верзију степске климе, са топлим летима и благим зимама. Због надморске висине од 2.367 метара, температуре су релативно благе за град који се налази не нарочито далеко од пустиње. У Асмари у просеку годишње падне 500 милиметара кише. У Асмари влажна сезона траје веома кратко, од јула до августа, у ствари тада падне око 60% падавина годишње. Суви период траје од децембра до фебруара, где у просеку падне 8 милиметара, за сва три месеца заједно.
| Клима Асмаре               | Клима Асмаре | Клима Асмаре | Клима Асмаре | Клима Асмаре | Клима Асмаре | Клима Асмаре | Клима Асмаре  | Клима Асмаре  | Клима Асмаре | Клима Асмаре | Клима Асмаре | Клима Асмаре | Клима Асмаре   |
| Показатељ \ Месец          | .Јан.        | .Феб.        | .Мар.        | .Апр.        | .Мај.        | .Јун.        | .Јул.         | .Авг.         | .Сеп.        | .Окт.        | .Нов.        | .Дец.        | .Год.          |
| -------------------------- | ------------ | ------------ | ------------ | ------------ | ------------ | ------------ | ------------- | ------------- | ------------ | ------------ | ------------ | ------------ | -------------- |
| Средњи максимум, °C (°F)   | 22,3 (72,1)  | 23,8 (74,8)  | 25,1 (77,2)  | 25,1 (77,2)  | 25,0 (77)    | 24,9 (76,8)  | 21,6 (70,9)   | 21,5 (70,7)   | 22,9 (73,2)  | 21,7 (71,1)  | 21,5 (70,7)  | 21,5 (70,7)  | 23,1 (73,6)    |
| Просек, °C (°F)            | 13,8 (56,8)  | 14,9 (58,8)  | 16,3 (61,3)  | 17,0 (62,6)  | 17,6 (63,7)  | 17,6 (63,7)  | 16,3 (61,3)   | 16,1 (61)     | 15,7 (60,3)  | 14,9 (58,8)  | 14,0 (57,2)  | 13,2 (55,8)  | 15,6 (60,1)    |
| Средњи минимум, °C (°F)    | 4,3 (39,7)   | 5,1 (41,2)   | 7,5 (45,5)   | 8,7 (47,7)   | 10,2 (50,4)  | 10,5 (50,9)  | 10,8 (51,4)   | 10,7 (51,3)   | 8,6 (47,5)   | 8,1 (46,6)   | 6,6 (43,9)   | 4,8 (40,6)   | 8,0 (46,4)     |
| Количина падавина, mm (in) | 3,7 (1,46)   | 2,0 (0,79)   | 14,6 (5,75)  | 33,4 (13,15) | 41,1 (16,18) | 38,5 (15,16) | 174,9 (68,86) | 155,6 (61,26) | 15,6 (6,14)  | 15,4 (6,06)  | 20,4 (8,03)  | 3,4 (1,34)   | 518,6 (204,17) |
| [ тражи се извор ]         |              |              |              |              |              |              |               |               |              |              |              |              |                |

## Знаменитости
У Асмари се налази еритрејски Национални музеј, а позната је и по својим зградама из прве половине 20. века међу којима биоскоп Империо у стилу арт деко, кубистичка зграда Понсион Африка, православна црква, бивша опера, футуристичка зграда Фијат Таглиеро, неороманској католичкој катедрали, гувернеровој палати у стилу неокласицизма, као и многим вилама италијанских колониста. У Асмари се налази и универзитет и тврђава из деветнаестог века.
У Асмари се налази седиште Еритрејске оријентално-православне цркве, која је постала аутокефална 1993. Архиепископија је подигнута на ниво патријаршије 1998.
Асмара је предложена Унесковој Светској баштини као изузетан пример архитектуре 20. века и урбаног планирања. О многим од ових зграда се не брине тако да постоји озбиљан ризик да се ово наслеђе изгуби.

## Становништво
| Година       |
| Становништво |
| ------------ |

## Партнерски градови
- Фиренца
- Картум
- Беркли
- Атланта
- Невер